# Almira Sessions
Almira Sessions(* 16. September 1888 in Washington, D.C., USA; † 3. August 1974 in Los Angeles, Kalifornien, USA) war eine US-amerikanische Schauspielerin.

## Leben und Werk
Almira Sessions wurde in eine prominente Washingtoner Familie hineingeboren. 1909 gab sie ihr Theaterdebüt in der von George Ade geschriebenen satirischen Komödie The Sultan of Sulu. Im Anschluss versuchte sie sich im Vaudeville als Sängerin, doch mit beschränktem Erfolg. Obwohl sie eine gute Stimme hatte, wurde ihr bald klar, dass sie mit schlechtem Singen als Komödiantin mehr Geld verdienen konnte. Im Anschluss trat sie vermehrt in Theatern auf, was zwischen 1932 und Anfang 1940 zu Auftritten in sechs Broadwaystücken führte. 1932 hatte sie auch ihr Filmdebüt in Wayward. Der Film wurde für Paramount-Publix in New York gedreht. Mit Ausnahme von ein paar Kurzfilmen hatte sie jedoch zunächst keine weiteren Filmauftritte. Am 5. Mai 1936 heiratete sie den Schauspieler Albert Allen, doch die Ehe dauerte nicht lange.
1940 kam sie nach Hollywood. Dort schloss sie sich dem Team von Bob Hope an und trat regelmäßig in den Radioshows auf. Gleichzeitig begann sie mit über 50 Jahren ihre Filmkarriere, in der sie ausschließlich kleine bis sehr kleine Rollen hatte. Trotzdem spielte sie unter Regisseuren wie zum Beispiel Frank Capra (Ist das Leben nicht schön?, Hochzeitsparade), Charlie Chaplin (Monsieur Verdoux – Der Frauenmörder von Paris), Michael Curtiz (Tag und Nacht denk’ ich an Dich, Alle Spuren verwischt), Stanley Donen (Vorwiegend heiter), John Ford (Wem die Sonne lacht), Fritz Lang (Gardenia – Eine Frau will vergessen), Mervyn LeRoy (Blüten im Staub, Madame Curie), Nicholas Ray (… denn sie wissen nicht, was sie tun), George Sidney (Badende Venus, Liebe in Fesseln), Don Siegel (Night Unto Night), Preston Sturges (Sullivans Reisen, Sensation in Morgan’s Creek) oder William A. Wellman (Ritt zum Ox-Bow). Sessions spielte vor allem gestrenge oder neugierige ältere Damen, oft Haushälterinnen, unverheiratete Tanten, Vermieterinnen oder Nachbarinnen.  Ab 1950 war sie auch in Fernsehserien zu sehen, darunter The Lone Ranger, Die Texas Rangers, Lassie, Alfred Hitchcock präsentiert, The Munsters oder Dr. med. Marcus Welby.
Almira Sessions spielte bis ins hohe Alter, obwohl sie finanziell abgesichert war. Mit über 80 Jahren war sie noch in Rosemaries Baby, als erstes Mordopfer in Der Frauenmörder von Boston, in …tick… tick… tick… und in Willard zu sehen. Nachrufe, wie zum Beispiel der der New York Times, geben als ihren letzten Film Was Sie schon immer über Sex wissen wollten, aber bisher nicht zu fragen wagten an, bei dem sie aber in den Datenbanken nicht gelistet wird. Sie wollte bis zu ihrem Tod drehen, erlitt 1973 aber einen schweren Sturz, der ihr das nicht ermöglichte, und an dessen Folgen sie im Folgejahr starb. Sie wurde im Haven of Worship des Hollywood Forever Cemetery in Los Angeles bestattet.
Almira Sessions wurde unter anderem von Ursula Krieg, Agnes Windeck und Elke Haedrich synchronisiert.

## Filmografie (Auswahl)

### Filme
- 1932: Wayward
- 1940: Little Nellie Kelly
- 1940: Jennie
- 1941: She Knew All the Answers
- 1941: Blondie in Society
- 1941: Blüten im Staub (Blossoms in the Dust)
- 1941: Adoptiertes Glück (Sun Valley Serenade)
- 1941: Three Girls About Town
- 1941: Sullivans Reisen (Sullivan’s Travels)
- 1942: Obliging Young Lady
- 1942: I Married an Angel
- 1942: Blondie for Victory
- 1942: Meine Schwester Ellen (My Sister Eileen)
- 1943: Ritt zum Ox-Bow (The Ox-Bow Incident)
- 1943: Happy Go Lucky
- 1943: Assignment in Brittany
- 1943: Slightly Dangerous
- 1943: Bühne frei für Lily Mars (Law of the Wolf)
- 1943: Young Ideas
- 1943: My Kingdom for a Cook
- 1943: The Heat’s On
- 1943: Madame Curie
- 1944: Sensation in Morgan’s Creek (The Miracle of Morgan’s Creek)
- 1944: Henry Aldrich’s Little Secret
- 1944: Badende Venus (Bathing Beauty)
- 1944: Maisie Goes to Reno
- 1944: Dixie Jamboree
- 1944: Das Lied des goldenen Westens (Can’t Help Singing)
- 1945: Two O’Clock Courage
- 1945: Der Mann aus dem Süden (The Southerner)
- 1945: Jahrmarkt der Liebe (State Fair)
- 1945: She Wouldn’t Say Yes
- 1945: The Woman Who Came Back
- 1946: Tagebuch einer Kammerzofe (Diary of a Chambermaid)
- 1946: Fear
- 1946: Sinfonie in Swing (Do You Love Me)
- 1946: Tag und Nacht denk’ ich an Dich (Night and Day)
- 1946: The Missing Lady
- 1946: Cross My Heart
- 1946: Ist das Leben nicht schön? (It’s a Wonderful Life)
- 1947: Monsieur Verdoux – Der Frauenmörder von Paris (Monsieur Verdoux)
- 1947: For the Love of Rusty
- 1947: I Wonder Who’s Kissing Her Now
- 1947: Liebe in Fesseln (Cass Timberlane)
- 1947: Jede Frau braucht einen Engel (The Bishop’s Wife)
- 1947: Hoppla, hier kommt Merton! (Merton of the Movies)
- 1948: The Bride Goes Wild
- 1948: Arthur Takes Over
- 1948: Die unvollkommene Dame (Julia Misbehaves)
- 1948: Der beste Mann der Stadt (Good Sam)
- 1948: Eine Dachkammer für zwei (Apartment for Peggy)
- 1948: Fünf auf Hochzeitsreise (Family Honeymoon)
- 1948: Ich tanze in dein Herz (Ladies of the Chorus)
- 1949: Spiel zu dritt (Take Me Out to the Ball Game)
- 1949: Night Unto Night
- 1949: Ein Mann wie Sprengstoff (The Fountainhead)
- 1949: Entscheidung am Fluß (Roseanna McCoy)
- 1949: Tödlicher Sog (Undertow)
- 1950: Montana
- 1950: Blutrache in New York (Black Hand)
- 1950: Kill the Umpire
- 1950: Drei Männer für Alison (Please Believe Me)
- 1950: Herz in der Hose (Fancy Pants)
- 1950: The Old Frontier
- 1950: Summer Stock
- 1950: Mein Freund Harvey (Harvey)
- 1951: Valentino – Liebling der Frauen (Valentino)
- 1951: Apachenschlacht am schwarzen Berge (Oh! Susanna)
- 1951: The Lemon Drop Kid
- 1951: A Millionaire for Christy
- 1951: Hochzeitsparade (Here Comes the Groom)
- 1951: Journey into Light
- 1952: Oklahoma Annie
- 1952: Hans und die Bohnenstange (Jack and the Beanstalk)
- 1953: Wem die Sonne lacht (The Sun Shines Bright)
- 1953: Gardenia – Eine Frau will vergessen (The Blue Gardenia)
- 1953: Verwegene Gegner (Ride, Vaquero!)
- 1953: Sweethearts on Parade
- 1953: The Affairs of Dobie Gillis
- 1953: Die Pikanten Jahre einer Frau (Forever Female)
- 1954: Die Hölle von Silver Rock (Hell’s Outpost)
- 1955: Tempel der Versuchung (The Prodigal)
- 1955: Vorwiegend heiter (It’s Always Fair Weather)
- 1955: … denn sie wissen nicht, was sie tun (Rebel Without a Cause)
- 1955: Alle Spuren verwischt (The Scarlet Hour)
- 1956: Calling Homicide
- 1957: Gold aus heißer Kehle (Loving You)
- 1958: The Female Animal
- 1958: Geraubtes Gold (The Badlanders)
- 1961: Sommer und Rauch (Summer and Smoke)
- 1963: Ein Ehebett zur Probe (Under the Yum Yum Tree)
- 1965: Nymphomania (A Rage to Live)
- 1968: Die fünf Vogelfreien (Firecreek)
- 1968: Rosemaries Baby (Rosemary’s Baby)
- 1968: Der Frauenmörder von Boston (The Boston Strangler)
- 1969: The Over-the-Hill Gang (Fernsehfilm)
- 1970: …tick… tick… tick…
- 1970: Ein Mann sieht schwarz (Watermelon Man)
- 1971: Willard

### Fernsehserien
- 1950: The Lone Ranger (2 Folgen)
- 1951–1955 The Adventures of Wild Bill Hickok (3 Folgen, 3 Rollen)
- 1952: Cavalcade of America (Folge 1x01)
- 1952–1953: Superman – Retter in der Not (Adventures of Superman, 2 Folgen)
- 1952–1953: The Cisco Kid (3 Folgen)
- 1953: The Adventures of Ozzie & Harriet (The Adventures of Ozzie and Harriet, Folge 1x35)
- 1953: My Little Margie (Folge 2x34)
- 1953–1954: The Red Skelton Show (2 Folgen)
- 1955: Ihr Star: Loretta Young (Letter to Loretta, Folge 2x24)
- 1955: Die Texas Rangers (Tales of the Texas Rangers, Folge 1x06)
- 1955: Lassie (Folge 2x07)
- 1955–1957: December Bride (5 Folgen)
- 1955–1957: Im Wilden Westen (Death Valley Days, 2 Folgen, 2 Rollen)
- 1956: Sergeant Preston (Sergeant Preston of the Yukon, Folge 1x16)
- 1956: Rin Tin Tin (The Adventures of Rin Tin Tin, Folge 2x30)
- 1957: Cheyenne (Folge 2x09)
- 1957: Alle lieben Bob (The Bob Cummings Show, Folge 3x20)
- 1959–1960: Alfred Hitchcock präsentiert (Alfred Hitchcock Presents, 2 Folgen)
- 1960: Mutter ist die Allerbeste (The Donna Reed Show, Folge 2x35)
- 1960: Surfside 6 (Folge 1x05)
- 1961: Lawman (Folge 4x06)
- 1963: Dr. Kildare (Folge 2x28)
- 1964: The Munsters (Folge 1x03)
- 1967: Laredo (Folge 2x18)
- 1968: The Andy Griffith Show (Folge 8x30)
- 1968: The Carol Burnett Show (Folge 2x01)
- 1968: Verrückter wilder Westen (The Wild Wild West, Folge 4x04)
- 1970: Dr. med. Marcus Welby (Marcus Welby, M.D., Folge 2x04)
- 1970: Night Gallery (Folge 1x03)
- 1972: Wo die Liebe hinfällt (Love, American Style, Folge 3x17)